# Playa Colorada
Playa Colorada är en ort i Mexiko.   Den ligger i kommunen Angostura och delstaten Sinaloa, i den västra delen av landet, 1 100 km nordväst om huvudstaden Mexico City. Playa Colorada ligger 2 meter över havet och antalet invånare är 878.
Terrängen runt Playa Colorada är mycket platt. Runt Playa Colorada är det ganska glesbefolkat, med 43 invånare per kvadratkilometer. Närmaste större samhälle är Angostura, 18,5 km nordost om Playa Colorada. Omgivningarna runt Playa Colorada är en mosaik av jordbruksmark och naturlig växtlighet.